# Phyllanthus keyensis
Phyllanthus keyensis är en emblikaväxtart som beskrevs av Otto Warburg. Phyllanthus keyensis ingår i släktet Phyllanthus och familjen emblikaväxter. Inga underarter finns listade i Catalogue of Life.